# Tratado de San Petersburgo (1825)

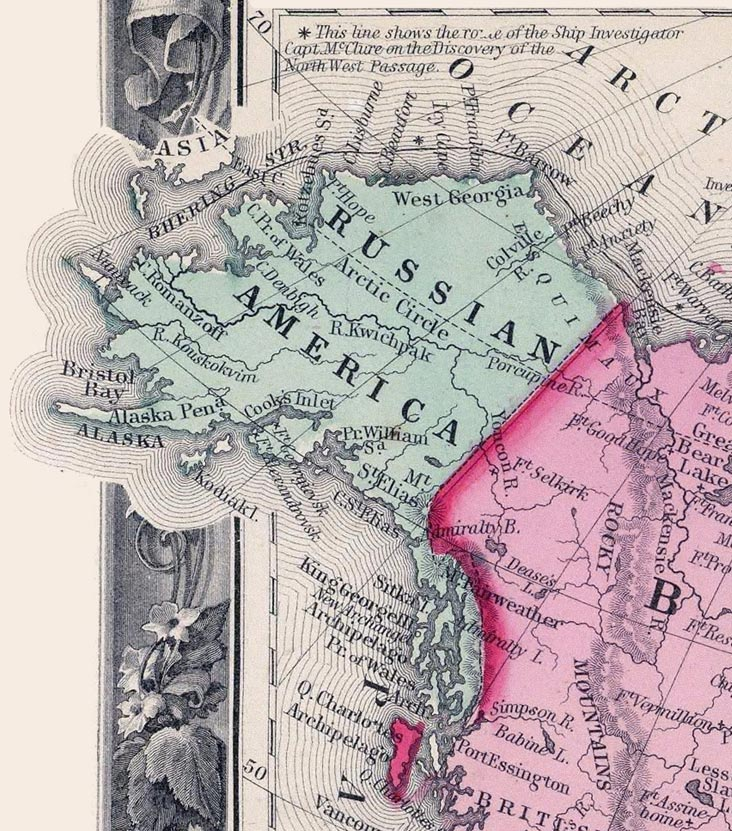
América rusa en 1860.

El Tratado de San Petersburgo de 1825, también conocido como la Convención anglo-rusa de 1825 definió las fronteras entre la América rusa y las posesiones y reclamos territoriales británicos en el Noroeste del Pacífico de América del Norte en 54 grados 40 minutos latitud norte, las cuales habían sido establecidas en el mismo paralelo como el límite de los reclamos territoriales estadounidenses sobre la misma región a través del Tratado ruso-estadounidense de 1824. La esfera rusa en la región fue vendida más adelante a los Estados Unidos, convirtiéndose así en Alaska, mientras que al sur de la división se encontraba el territorio reclamado por los británicos, región que actualmente es parte de la provincia canadiense de Columbia Británica.
Otras resoluciones del tratado, incluyeron el derecho de buques británicos a navegar con fines comerciales a través de la región afectada, además de a través de los ríos que cruzaban la frontera en cuestión. Este derecho fue ejercido por la Compañía de la Bahía de Hudson (CBH) en 1834, pero ésta se tuvo que enfrentar a la oposición del gobernador de la Compañía ruso-americana (CRA), Ferdinand von Wrangel, quién utilizó buques de guerra y bloqueos para intimidar a los británicos. Este conflicto, conocido como el incidente de la "Dríada", llevó a un nuevo tratado anglo-británico en 1839, en el cual la CRA prometió permitir alquilar o vender la tierra al sur del Cabo Spencer a la entrada del Estrecho de Cross y la CBH prometió proveer a la América rusa con comida y bienes manufacturados. Además, la CBH abandonó sus demandas de pagos por compensaciones por daños incurridos durante el incidente de la "Dríada". Las mismas cláusulas permitieron a los británicos acceder a los campos de oro del río Stikine en 1862 pero no fueron asumidos por los estadounidenses, quienes en 1867 compraron todos los intereses rusos en América del Norte, lo que resultó en conflictos posteriores por los derechos de acceso a las regiones internas del continente por parte de los británicos. Las condiciones del tratado también influyeron en la determinación de las condiciones del Arbitraje del Mar de Bering y de igual manera en otras decisiones en Alaska y cortes estadounidenses sobre intereses de ese país en los mares de la región.